# Vila Normandia
A Vila Normandia localiza-se na cidade de São Paulo,e se espalha pelas ruas Normandia e Gaivotas, entre a Avenida Cotovia e a Avenida Eucaliptos, ocupando apenas um quarteirão no bairro de Moema.  As vias não são asfaltadas, o chão ainda é de paralelepípedo, como antigamente. Esta região de São Paulo é considerada residencial e comercial, porém o que chama a atenção de quem passa pelo local é a arquitetura das edificações. Inspiradas nas construções das casas européias, a vila apresenta pequenos imóveis que se assemelham com as casas das regiões nórdicas da Europa.
Atualmente, nos pequenos sobrados existem lojas de roupas e de calçados de grifes muito famosas. Porém, a Vila ganhou muita fama por sua iluminação na época de Natal. A Vila Normandia torna-se um ponto turístico neste período do ano, chegando receber, aproximadamente, 300 mil pessoas só no mês de dezembro, mas a festa está menor nos últimos anos por falta de patrocínio. Brasileiros de todas as regiões do país vão a São Paulo para conferir a decoração das ruas e dos casebres enfeitados com luzes natalinas. Na Rua Normandia, ainda é feita uma nevasca artificial para simular a paisagem nórdica, buscando se assemelhar ainda mais com o clima europeu.

## História
Antigamente, mais precisamente no final do século XIX, o bairro de Moema pertencia ao terreno do sítio da Traição, que era cortada pelos trílhos do bonde que iam da São Paulo a Santo Amaro. Nesta região da cidade, muitos imigrantes de origem inglesa e alemã começaram a povoar a área, com pequenas chácaras, este sítio. Passado muito tempo, já na década de 1930, o bairro passou a receber muitas indústrias, tornando-o um bairro de uso misto, sendo um local tanto residencial quanto industrial, chamando a atenção de muitos imigrantes russos e lituanos para o local. Apenas em 1987 o bairro recebeu o nome de Moema após a realização de um abaixo-assinado feito pelos moradores, atendido pelo então prefeito da época, Jânio Quadros. Antes disso, a região era conhecida como Indianópolis.
Localizado na Zona Sul de São Paulo, o bairro fica ao lado do Aeroporto de Congonhas e do Parque do Ibirapuera, um dos maiores parques urbanos do mundo com 158 hectares de área verde. Formado por moradores da classe média alta e da classe alta, lá é possível encontrar lá algumas das ruas mais caras de São Paulo para se morar. De acordo com a Secovi (Sindicato da Habitação), Moema possui um dos alugueis mais caros da cidade, sendo classificado como "Zona de Valor A" pelo Conselho Regional de Corretores de Imóveis. Além disso, um fato curioso da região, é que o nome das ruas do bairro são inspirados em nomes de pássaros, como Canário, Jacutinga, Inhambu, Gaivota, Pavão, Rouxinol, entre outros, e em nomes indígenas como Jurucê, Maracatins, Nhambiquaras, Jandira e Jurema.

## Arquitetura das casas
As casas são pequenas, estreitas e coloridas, com grande calçadas e não possuem nenhum tipo de muro na parte da frente, apenas pequenos muros que separam a calçada de uma casa da outra. Foram construídas também, com o topo do telhado mais elevado, típico das construções das regiões do norte da Europa, onde o inverno é muito rigoroso, e servem para que a neve não se acumule nos telhados e o teto da edificação não caia.

## Tombamento
No ano de 2012, a Conpresp (órgão da prefeitura de defesa do patrimônio) abriu um processo, após um pedido do Departamento do Patrimônio Histórico da prefeitura, que levaria ao tombamento, 54 imóveis localizados nas ruas Gaivotas e Normandia, estando metade destes imóveis localizados na rua Gaivotas e tombando com totalidade as casas do conjunto que se encontram na rua Normandia. Os pequenos sobrados acabaram sendo tombados, tornando o lugar um patrimônio histórico da cidade de São Paulo, pois as casas, além de terem seu valor histórico para Moema, contando como surgiu o bairro e serem resquícios de ocupações passadas do local, também possuem seu valor arquitetônico, sendo este um dos fatos mais relevantes considerados pela prefeitura para a aprovação do processo de tombamento, neste caso, o estilo eclético das construções da década de 1950.
Além disso, também foram considerados o valor urbano ambiental do conjunto de casas, com o argumento de que as edificações são contrastantes com a maior parte da atual paisagem de Moema, e o valor afetivo do conjunto de casas localizados na Rua Normandia, para os moradores da região.
Ficou estabelecido pela prefeitura da cidade de São Paulo que, por conta da aprovação do processo, qualquer reforma ou obra deve ter a aprovação prévia da Conpresp, obrigando os donos a obterem uma autorização até para realizarem pinturas nas casas.